# Clausena odorata
Clausena odorata är en vinruteväxtart som beskrevs av Cheng Chiu Huang. Clausena odorata ingår i släktet Clausena och familjen vinruteväxter. Inga underarter finns listade i Catalogue of Life.